# Ocotea thouvenotii
Ocotea thouvenotii är en lagerväxtart som först beskrevs av P. Danguy, och fick sitt nu gällande namn av André Joseph Guillaume Henri Kostermans. Ocotea thouvenotii ingår i släktet Ocotea och familjen lagerväxter. Inga underarter finns listade i Catalogue of Life.